# Y&T

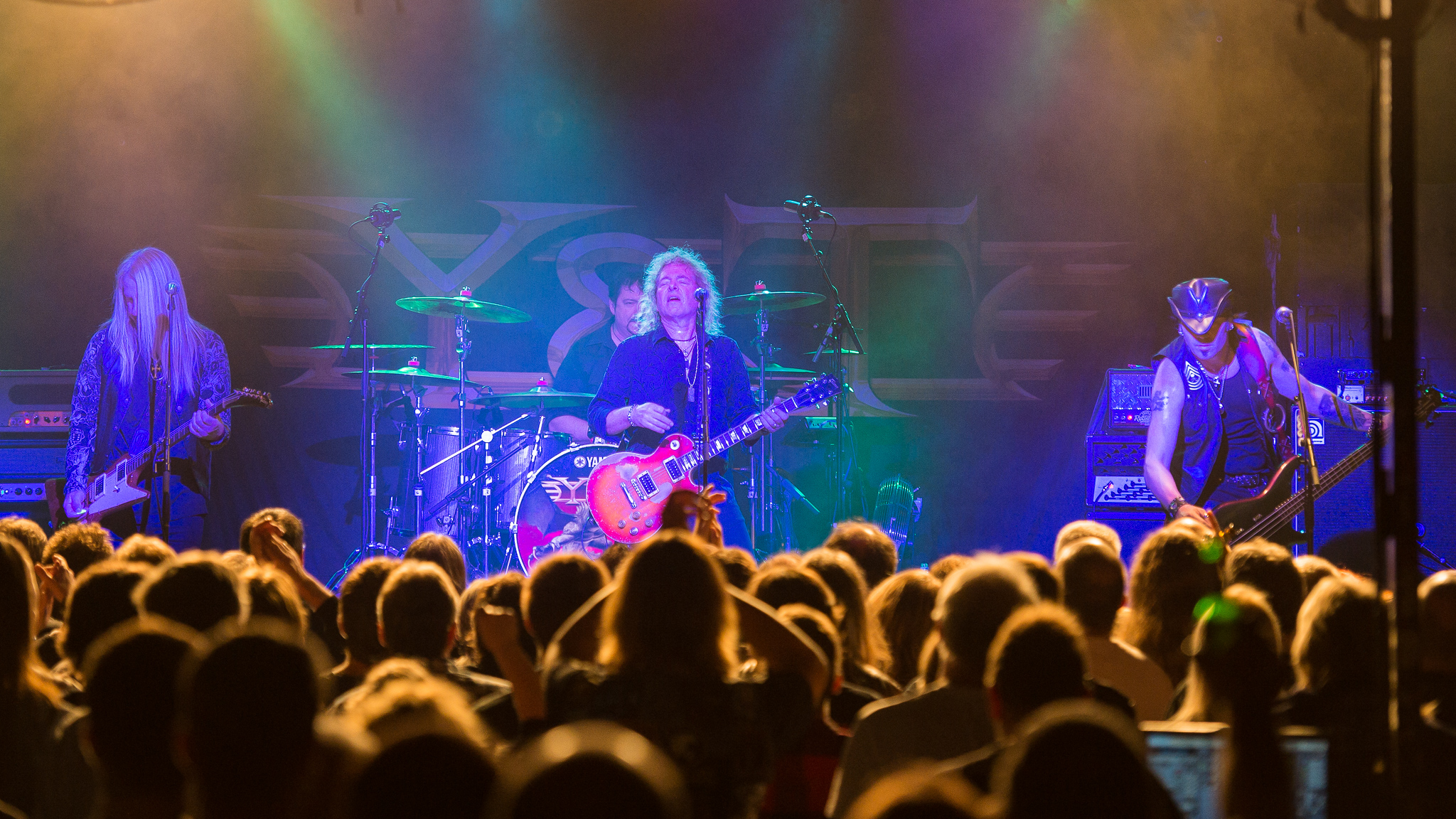
Y&T live in 2016.

Y&T is een Amerikaanse hardrockband, opgericht in de jaren 1970 onder de naam Yesterday and Today (naar het gelijknamige album van The Beatles).

## Geschiedenis
Na twee albums werd in 1981 de naam afgekort tot Y&T en bracht men het album Earthshaker met daarop de evergreen "I Believe in You" uit. Dit album werd uitstekend ontvangen door het hardrockpubliek en de Californiërs groeiden uit tot een topband in het genre en speelden in het voorprogramma van onder meer Ozzy Osbourne, AC/DC en Mötley Crüe. Tijdens de tournee van opvolger Black Tiger speelde Y&T in 1982 op Pinkpop.
Op de albums erna verlegde Y&T de koers richting AOR. Ondersteund door de bijbehorende videoclips werd Y&T in Amerika een grote band en verkocht meer dan 4 miljoen albums. In Europa sloeg de nieuwe koers minder aan en werd de naam langzaam vergeten, tot de band verrassend terugkwam en Nederland aandeed op 12 juni 2003 op het Podium te Hardenberg. Later dat jaar stonden ze op het Arrow Rock Festival en het jaar erna mochten ze terugkomen. De band had het de jaren ervoor wat rustiger aangedaan en gitarist-zanger Dave Meniketti maakte twee soloalbums die in sommige opzichten aan de tijden van weleer doen denken. Phil Kennemore, de bassist en het andere bandlid dat altijd van de partij was, overleed op 7 januari 2011 aan de gevolgen van longkanker. Drummer Leonard Haze overleed op 61-jarige leeftijd op 11 september 2016. Hij leed al geruime tijd aan de chronische longziekte COPD. Joey Alves, het derde oorspronkelijke bandlid, overleed op 12 maart 2017

## Bandleden
- Dave Meniketti (zang en leadgitaar)
- Mike Vanderhule (drums)
- John Nymann (gitaar)
- Aaron Leigh (basgitaar)

Oud-bandleden:
- Joey Alves (gitaar)
- Stef Burns (gitaar)
- Jimmy DeGrasso (drums)
- Leonard Haze (drums)
- Phil Kennemore (basgitaar)
- Brad Lang (basgitaar)

## Discografie
Yesterday and Today:
- Yesterday and Today (1976)
- Struck Down (1978)

Y&T:
- Earthshaker (1981)
- Black Tiger (1982)
- Mean Streak (1983)
- In Rock We Trust (1984)
- Down For The Count (1985)
- Open Fire (1985)
- Contagious (1987)
- Forever (verzamel 1987)
- Anthology (verzamel 1989)
- Ten (1990)
- Best of '81 to '85 (verzamel 1990)
- Yesterday & Today LIVE (1991)
- Musically Incorrect (1995)
- Endangered Species (1998)
- Live on the Friday Rock Show (1998)
- Ultimate Collection (verzamel 2001)
- UnEarthed vol 1 (2003)
- UnEarthed vol 2 (2004)
- One Hot Night (2007)
- Facemelter (2010)

Dave Meniketti:
- On the Blue Side (1998)
- Meniketti (2002)
- Meniketti Live in Japan (2003)